# Varuh meje
Varuh meje è un film del 2002 diretto da Maja Weiss.